# Сотириос Версис
Сотириос Версис (грч. Σωτήριος Βερσής; Атина, 1876 — 1918) је грчки атлетичар и дизач тегова који се у оба спорта такмичио на Олимпијским играма 1896. у Атини.
У атлетици се такмичио у бацању диска где је заузезо треће место иза олимпијског рекордера Роберта Гарета из САД и Грка Панајотиса Параскевопулоса. Версис је бацио 27,78 метара.
У дизању тегова у дисцилини дизање тегова са два руке, Версис осваја треће место резултатом од 90,00 килограма. Он је био у групи од три такмичара са истим резултатом, али је по оцени судија добио предност и постао трећи.
Такмичио се и у другој дисциплини дизања тегова са једном руком, где је заузео четврто место подигавши 40 килограма.
Лични рекорд у бацању диска је 29,78 м постигнут 1896.